# Billi Bierling
Billi Bierling (* 16. Juni 1967 als Barbara Susanne Bierling in Garmisch-Partenkirchen, Bayern) ist eine deutsch-schweizerische Bergsteigerin und Journalistin. Sie ist die erste deutsche Bergsteigerin, die den Aufstieg des Mount Everests über die Südroute schaffte und lebend zurückkehrte. Insgesamt hat Billi Bierling sechs der vierzehn Achttausender bestiegen, drei davon ohne Flaschensauerstoff.

## Leben
Billi Bierling kletterte 1998 erstmals im Himalaya. Zehn Jahre lebte sie als Übersetzerin und Journalistin in London und vier Jahre in Bern, bevor sie 2004 in Nepals Hauptstadt Katmandu zog, um als Assistentin für die „Everest-Chronistin“ Elizabeth Hawley zu arbeiten. Sie übernahm im Jahr 2016 die Leitung von Elizabeth Hawley. Der Grundstein für die Himalayan Database wurde im Jahr 1963 von Elizabeth Hawley gelegt und ist seit Jahren als Non-Profit-Organisation in den USA registriert. Dieses Archiv versucht möglichst alle Expeditionen mit entsprechenden Verweisen und Berichten in Nepal festzuhalten, auch um die Folgen des wachsenden Bergsteiger-Tourismus zu dokumentieren.
Billi Bierling ist die erste deutsche Frau, die am 21. Mai 2009 erfolgreich den Mount Everest über die Südroute von nepalesischer Seite aus erklommen hat. Die erste Deutsche auf dem Gipfel, Hannelore Schmatz, hatte bereits 1979 den Aufstieg über diese Route geschafft, kam aber beim Abstieg ums Leben. Bierling ist damit die dritte Deutsche, die den Auf- und Abstieg zum Mount Everest überlebte. Das Geld für ihre Everestbesteigung verdiente sie sich durch einen sechsmonatigen Job bei der UNO in Jerusalem.
Als erste deutsche Bergsteigerin bestieg sie 2010 den Manaslu und 2011 den Lhotse; im Oktober 2011 war sie die erste deutsche Bergsteigerin, die den Manaslu ohne Sauerstoff-Unterstützung erklommen hat. Am 25. Mai 2014 erreichte sie, u. a. zusammen mit Heidi Sand, den Gipfel des Makalu. Anfang Oktober 2016 erreichte sie ohne Zuhilfenahme von Flaschensauerstoff den Gipfel des Cho Oyu und am 14. Juli 2019 ebenfalls ohne Flaschensauerstoff den Gipfel des Broad Peak in Pakistan.
Bierling leitet in Nepal Expeditionen auf Sechstausender sowie Trekkingtouren. Als freie Journalistin schrieb sie Artikel für Bergsteigermagazine, deutsche Medien, darunter die Süddeutsche Zeitung und das Deutschlandradio  sowie für englischsprachige Radiosender. Außerdem arbeitet sie als Kommunikationsexpertin für die Humanitäre Hilfe der Schweiz und geht in dieser Funktion in Krisengebiete. 2018 nahm sie die Schweizer Staatsbürgerschaft an.